# BMW G30
Der BMW G30 ist die Stufenhecklimousine der siebten Generation der Pkw-Reihe BMW 5er. Auf Basis des ab 2017 gebauten Typs wurden auch die Stufenhecklimousine mit langem Radstand BMW G38 sowie der Kombi BMW G31 produziert. Das auf dem BMW G30 basierende Modell BMW M5 hat die eigene Baureihenbezeichnung BMW F90 und wurde ab Anfang 2018 angeboten. BMW G30 und G31 lösten die ab Anfang 2010 produzierten Modelle F10 (Limousine) und F11 (Kombi) ab.

## Modellgeschichte

### Allgemeines
Am 13. Oktober 2016 wurde die Stufenheckvariante G30 vorgestellt, die ab dem 11. Februar 2017 verkauft wurde. Gebaut wurde das Fahrzeug im BMW Group Werk Dingolfing sowie bei Magna Steyr in Graz.
Die Kombi-Version G31 (Touring) wurde am 1. Februar 2017 vorgestellt, die Messepremiere hatte sie wie auch die Alpina-Version B5 auf dem Genfer Auto-Salon im März 2017. Am 20. Mai 2017 kam der G31 auf den Markt.
Auf der Shanghai Auto Show im April 2017 präsentierte BMW die ausschließlich für den chinesischen Markt bestimmte Langversion G38 der Limousine. Sie hat einen um 133 mm längeren Radstand als die Basisversion und wurde von BMW Brilliance Automotive Ltd. in Shenyang gefertigt.
Der auf dem G30 basierende Alpina D5S und der BMW M5 (F90) wurden auf der IAA 2017 erstmals auf einer Fahrzeugmesse gezeigt; der M5 war seit Anfang des Jahres 2018 erhältlich.
Im Sommer 2019 wurde im Rahmen der BMW-Veranstaltung #NEXTgen ein auf dem G30 basierender Versuchsträger mit Elektroantrieb („Power BEV“) gezeigt, dessen Antriebseinheit ohne Verwendung von Seltenen Erden (wie zum Beispiel Neodym) hergestellt wurde.
Am 27. Mai 2020 präsentierte BMW eine überarbeitete Version der Baureihe. Sie kam im Juli 2020 in den Handel.
Das Nachfolgemodell G60 zeigte BMW als Limousine am 24. Mai 2023 und als Touring am 7. Februar 2024. Erstmals wird mit dieser Generation auch eine vollelektrische Version (i5) des 5ers angeboten. In der Fachpresse waren bereits seit 2022 getarnte Fahrzeuge gezeigt worden.

### Varianten

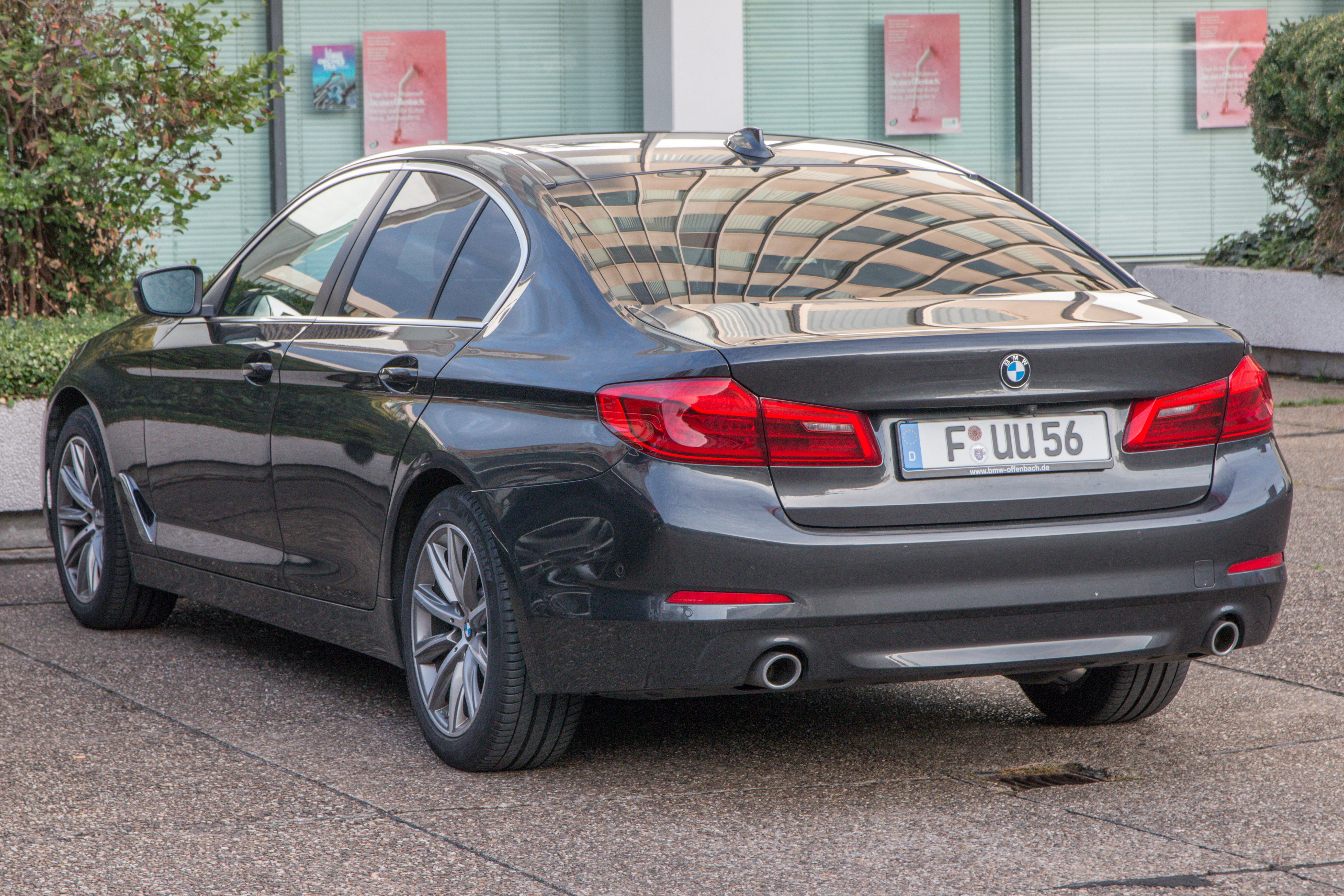
G30, Heckansicht (2017–2020)
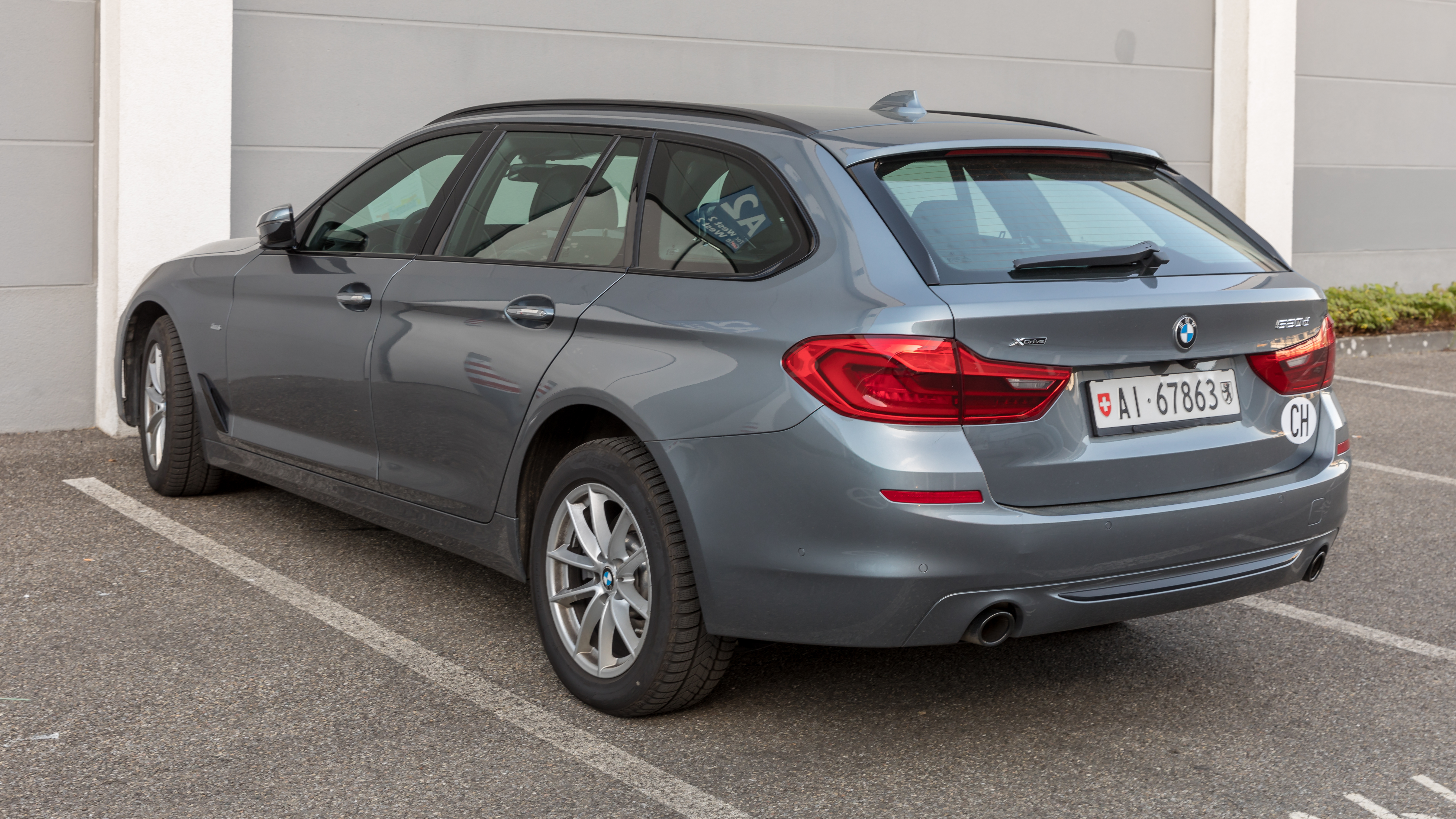
G31 Touring, Heckansicht (2017–2020)
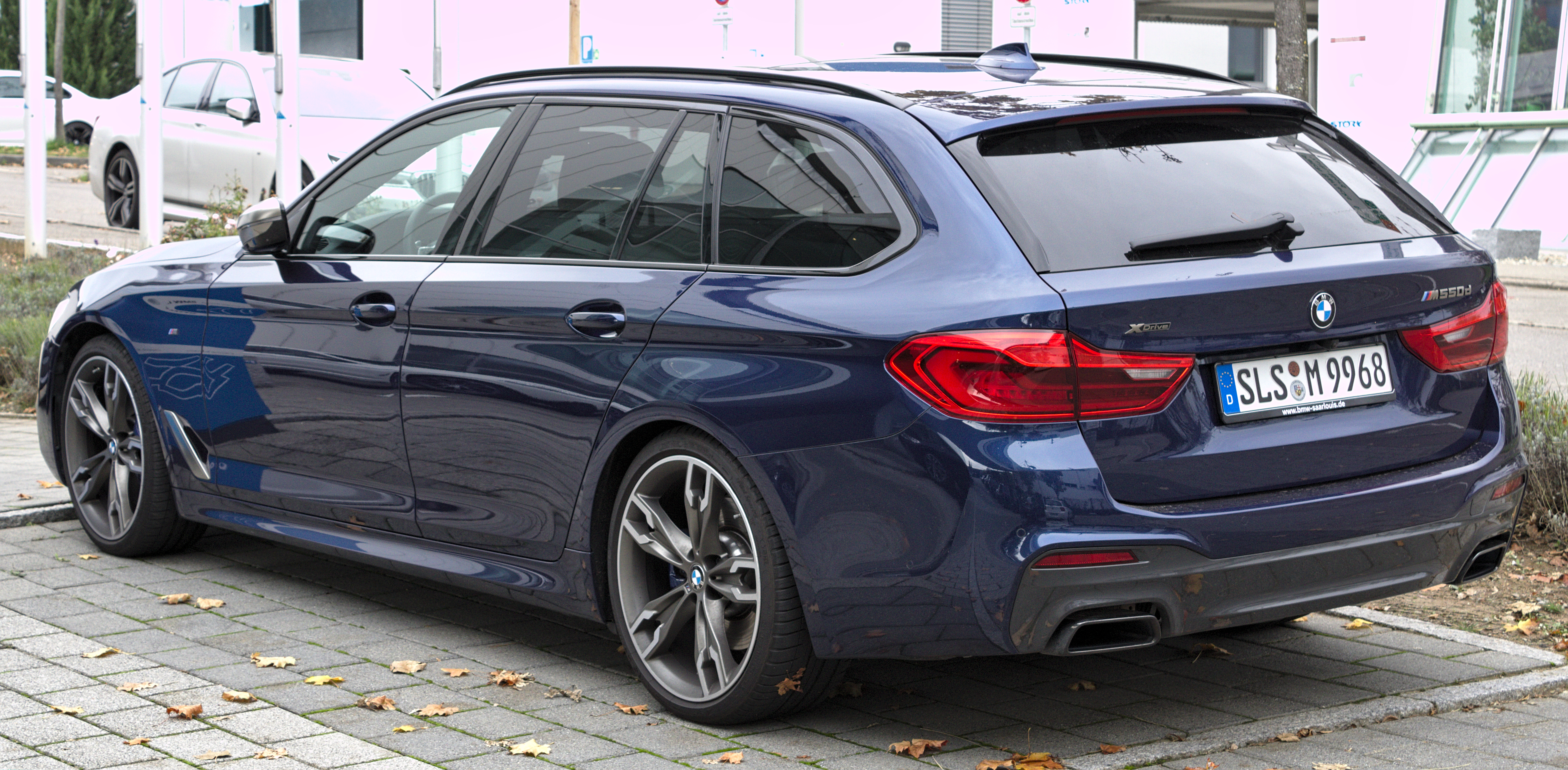
G31 M550d Touring, Heckansicht (2017–2020)
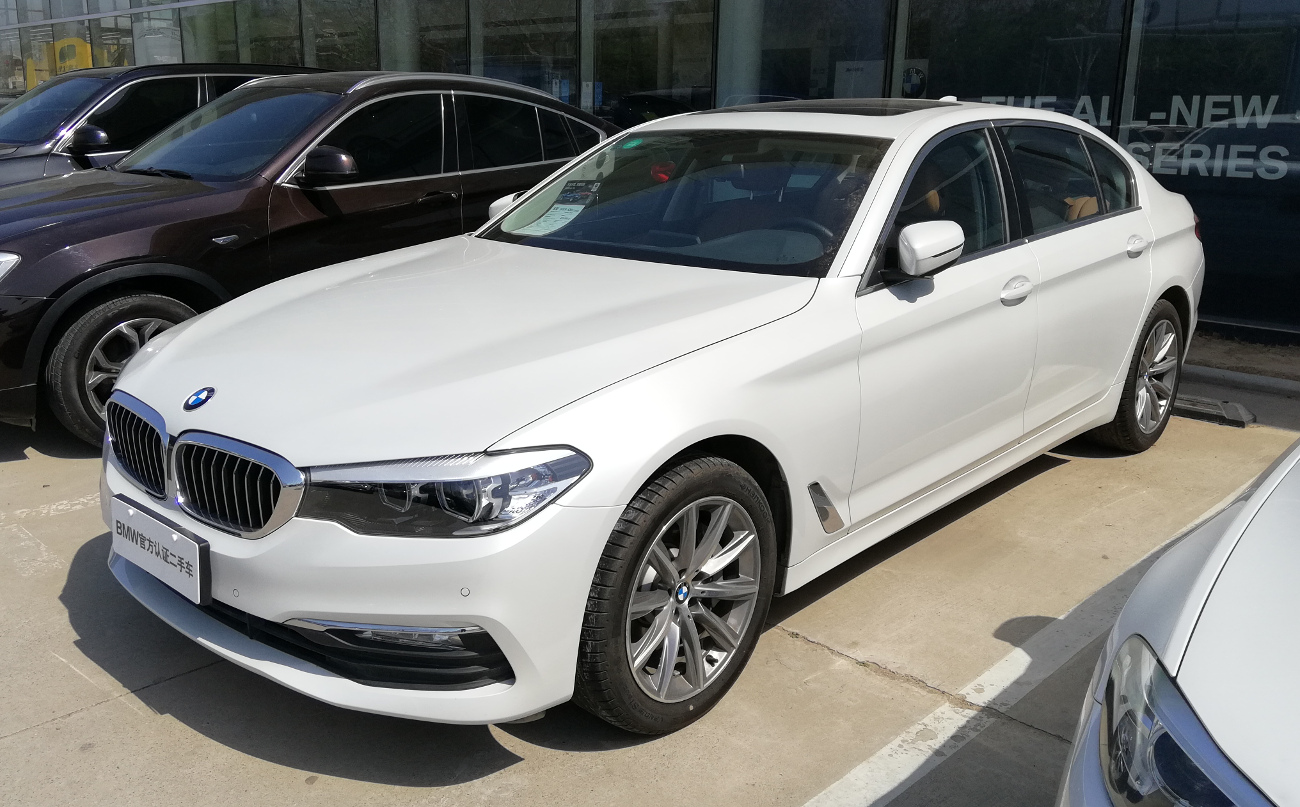
G38 Li

### Bilder Modellpflege

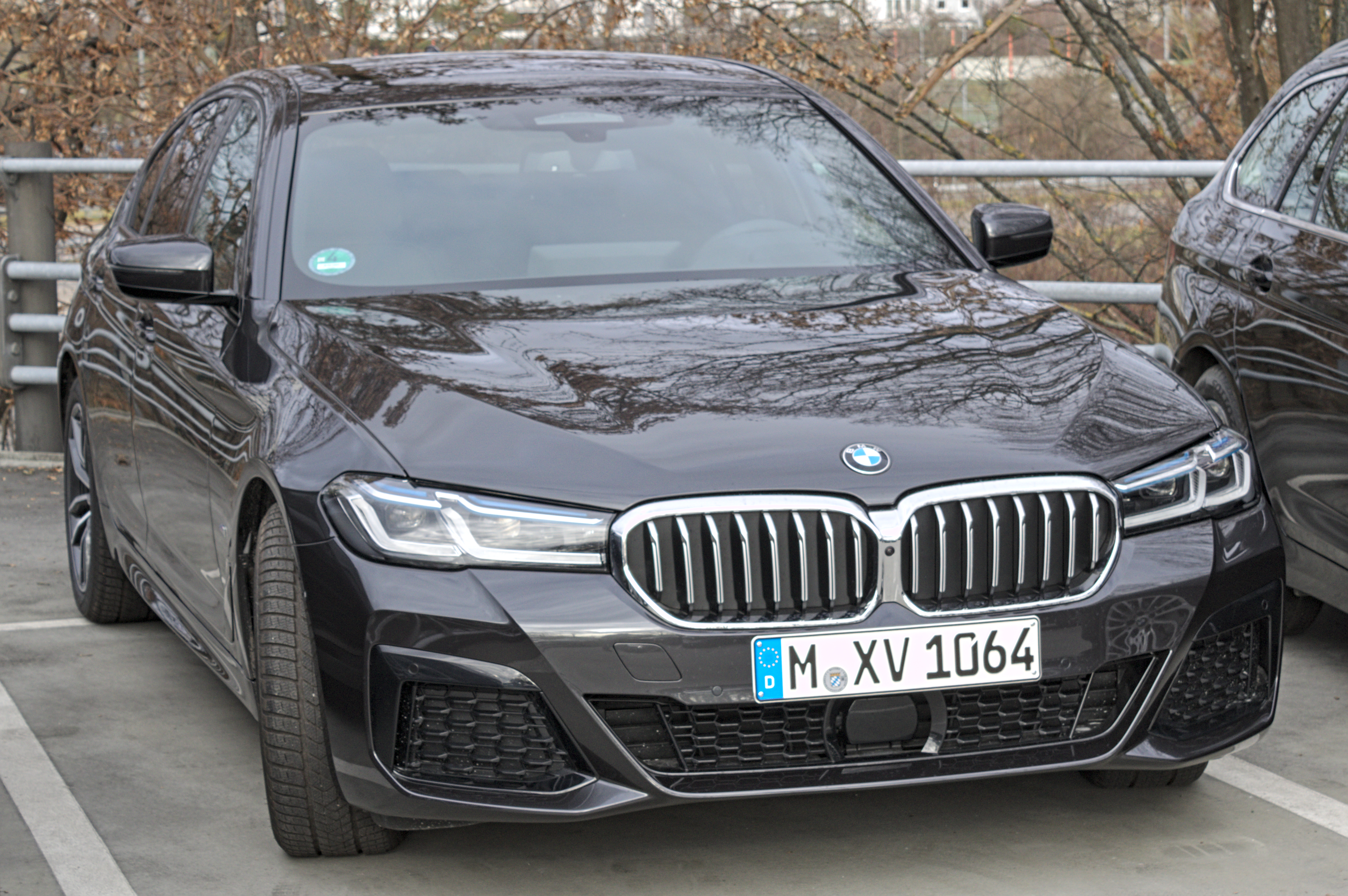
BMW 530d Limousine (2020–2023)
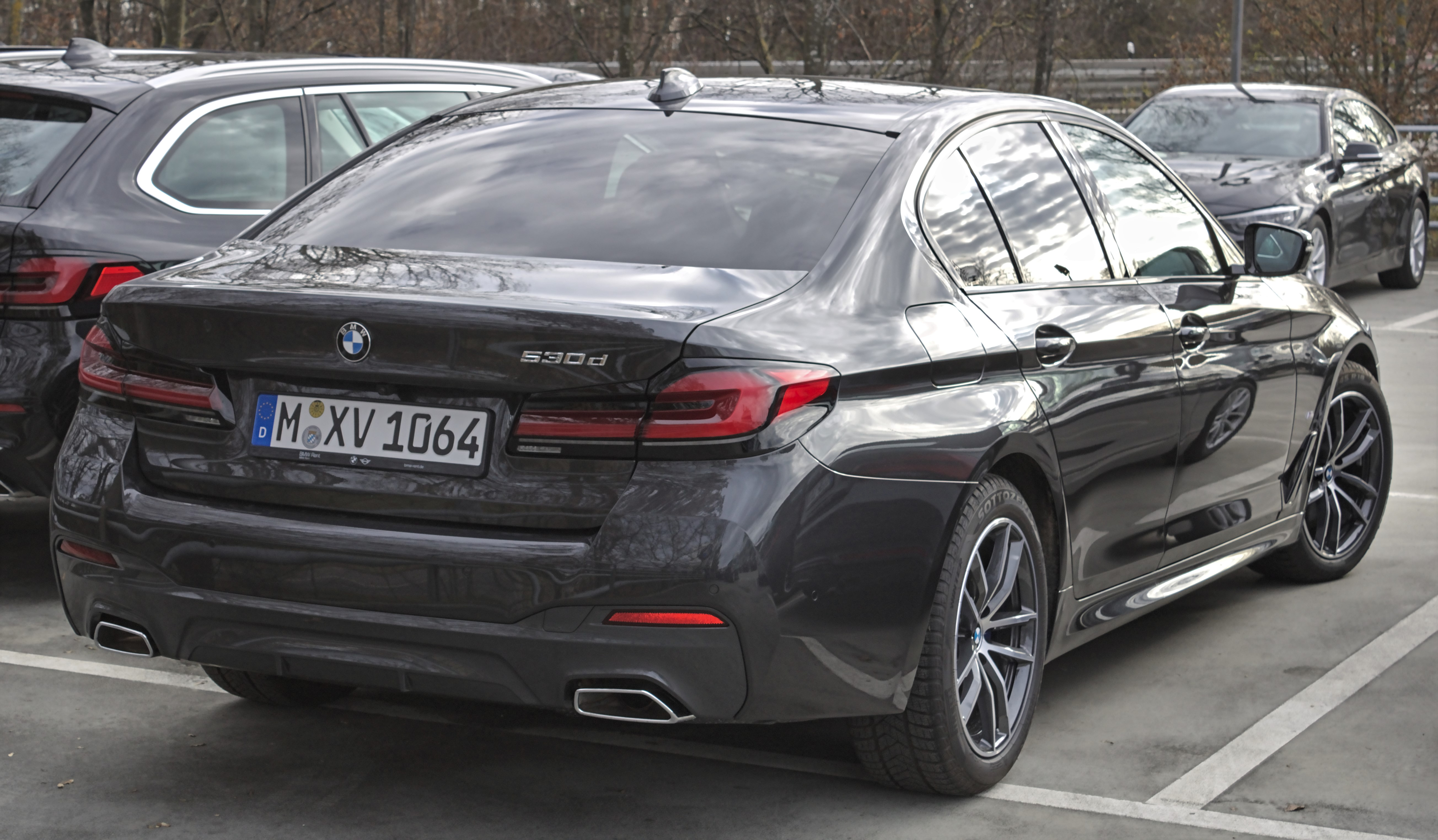
BMW 530d Limousine, Heckansicht (2020–2023)
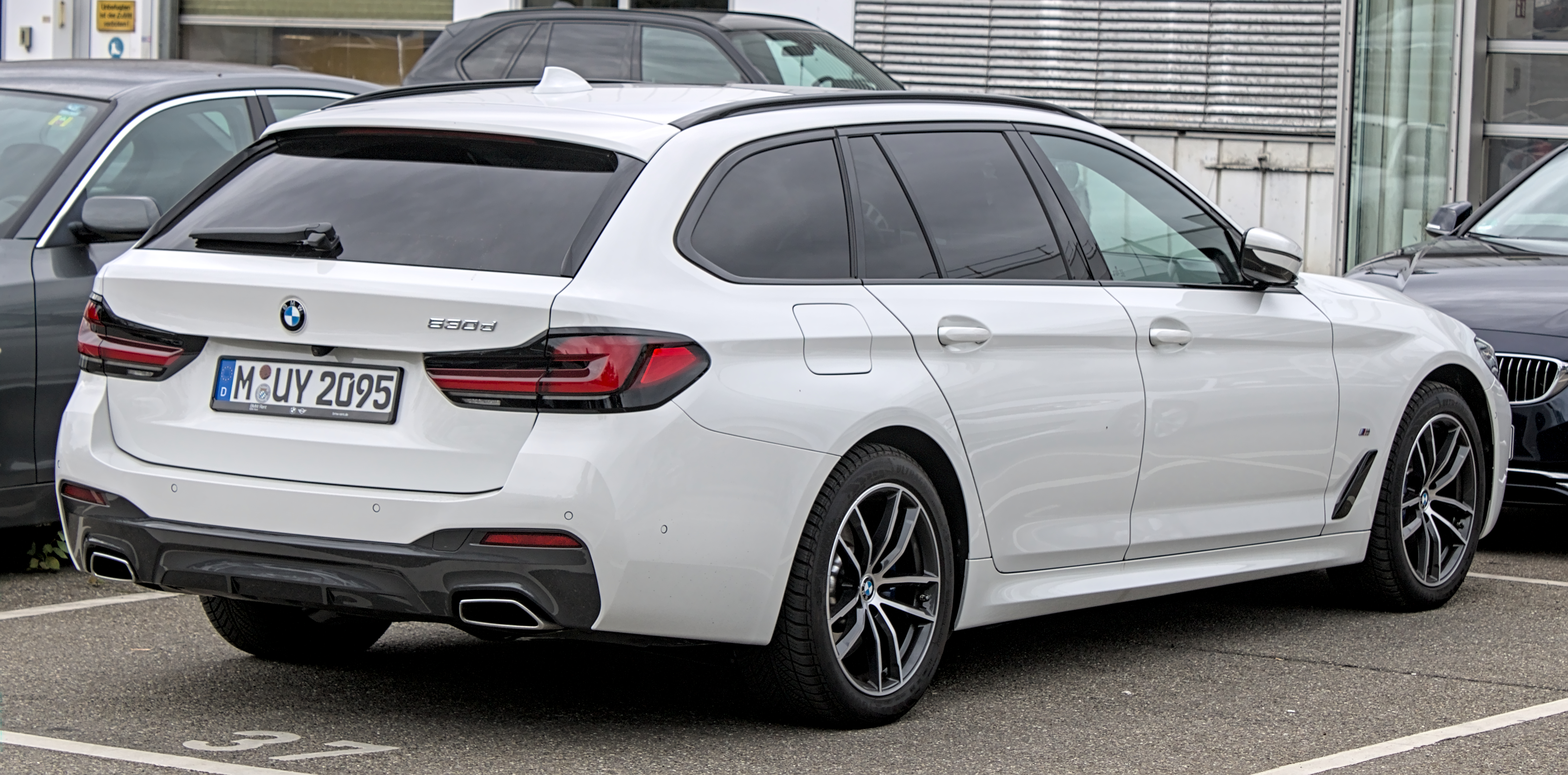
BMW 530d Touring, Heckansicht (2020–2024)

## Technik
Das Fahrzeug wurde wie der 7er (G11) und der Z4 (G29) auf der CLAR-Plattform realisiert.
Die adaptiven LED-Scheinwerfer erreichen eine Leuchtreichweite von bis zu 500 Metern, die Serienausstattung umfasst nicht-adaptive LED-Scheinwerfer.
Ab Herbst 2019 waren der M550d und M550i Limousine mit Laserlicht erhältlich; dessen Fernlicht hat eine Leuchtweite von 650 Metern.

### Karosserie
Die Karosserie wurde in Aluminium-Stahl-Mischbauweise gebaut, was zur Gewichtseinsparung gegenüber den Vorgängermodellen bis 100 kg, bei der Langversion 130 kg, beiträgt. Der Träger der Instrumententafel besteht wie beim BMW i8 aus Magnesium (damit beträgt hier die Gewichtsersparnis gegenüber dem Vorgänger 2 kg).
Der Luftwiderstandsbeiwert (cw) der Limousine erreicht bis zu 0,22, womit die BMW 520d Efficient Dynamics Edition als eine der strömungsgünstigsten Serienlimousinen gilt. Dafür wird unter anderem eine Luftklappe im Kühlergrill verwendet, die bei geringem Bedarf an Kühlluft schließt; von BMW als „Active-Air-Stream-Niere“ bezeichnet. Die übrigen Modelle weisen cw-Werte von 0,23 und 0,25 auf.
Gegenüber dem Vorgänger konnte die CO2-Bilanz bis zu 14 % verbessert werden. Dazu werden bei der Produktion regenerative Energien, Recyclate in thermoplastischen Kunststoffen und Sekundäraluminium verwendet.
Wie beim Vorgänger sind die vorderen Sitze mit aktiven Kopfstützen ausgestattet, die sich bei einem Heckaufprall nach vorn neigen. Für die Innenverkleidung der Heckklappe werden Fasern der nachwachsenden Kenaf-Pflanze eingesetzt.

### Fahrwerk
Die Vorderräder werden wie beim Vorgänger an Doppelquerlenkern geführt. Die Hinterachse ist eine weitgehend aus Aluminium gefertigte Fünflenkerkonstruktion. Auf Wunsch ist eine Allradlenkung („Integral-Aktivlenkung“) erhältlich, die den Hinterrädern geschwindigkeitsabhängig einen Lenkwinkel bis zu drei Grad erlaubt, wobei elektromechanisch geregelt unter 60 km/h die Hinterräder entgegengesetzt zu den Vorderrädern eingeschlagen werden; das verbessert die Manövrierfähigkeit. Bei hohen Geschwindigkeiten folgt der Einschlag der Hinterräder dem der Vorderräder, was die Fahrstabilität erhöht.

### Motoren und Getriebe
Zum Marktstart im Februar 2017 waren zunächst zwei Ottomotoren und zwei Dieselmotoren verfügbar. Einen Monat später wurde der aus der 3er-Reihe bekannte Plug-in-Hybrid eingeführt.
Zudem kamen der 520d in einer sparsamen Efficient Dynamics Edition und das vorläufige Topmodell M550i xDrive mit 340 kW (462 PS) in den Handel. Mit Ausnahme der Motoren der M-Modelle stammen jetzt auch die Ottomotoren aus dem neuen Motorenbaukasten.
Alle G30 haben ein 8-stufiges ZF-Wandlerautomatikgetriebe; nur der 520d war bis Sommer 2018 noch mit manuell zu schaltendem Sechsganggetriebe erhältlich.
Die Dieselmotoren außer dem 520d Efficient Dynamics Edition sowie 525d und die Ottomotoren außer dem 520i waren mit dem Allradantrieb xDrive lieferbar.
2019 wurde beim 530e iPerformance zusätzlich zur Hinterradantriebsvariante eine Variante mit Allradantrieb eingeführt und die Kapazität des Akkumulators erhöht. Ab November 2019 gab es bei den 520d-Modellen 48-Volt-Mildhybrid-Technik mit erweiterten Möglichkeiten zur Rekuperation als Serienausstattung, mit der Modellpflege im Jahr 2020 für alle Modelle. Ab November 2020 war zudem der 545e xDrive als weitere Plug-in-Hybrid-Version erhältlich. Im März 2021 ergänzte der 520e die Modellpalette.

## Ausstattung
Der G30 hat ein intelligentes Start-Stopp-System, das in Abhängigkeit von der Verkehrssituation arbeitet; das Navigationssystem „Business“ gehört zur Serienausstattung. Im Instrumententräger ist anstelle der vier Analoginstrumente mit hochauflösendem 5,7″-Display auf Wunsch ein multifunktionales 12,3″-Instrumentendisplay (hochauflösendes Farbdisplay in Black-Panel-Technologie) erhältlich. Auf Wunsch gibt es ein Head-up-Display, dessen projizierte Fläche um 70 Prozent vergrößert wurde.
Weiter war der G30 auf Wunsch mit folgenden Fahrerassistenzsystemen lieferbar, die aus der 7er-Reihe (G11) übernommen wurden: Ausweich-, Querverkehr-, Spurwechsel- sowie Spurhalteassistent. Der 5er unterstützt teil-autonomes Fahren im Bereich Lenken, Bremsen und Beschleunigen.

## Technische Daten

### Ottomotoren
|                                                                            | 520i                              | 520i                              | 520i                              | 530i / 530i xDrive                | 530i / 530i xDrive                | 530i / 530i xDrive                | 540i / 540i xDrive                   | 540i / 540i xDrive                   | M550i xDrive                      | M550i xDrive                      | M550i xDrive                      | M5 xDrive                         | M5 xDrive                    | M5 Competition xDrive        | M5 Competition xDrive        | M5 CS xDrive                 |
| -------------------------------------------------------------------------- | --------------------------------- | --------------------------------- | --------------------------------- | --------------------------------- | --------------------------------- | --------------------------------- | ------------------------------------ | ------------------------------------ | --------------------------------- | --------------------------------- | --------------------------------- | --------------------------------- | ---------------------------- | ---------------------------- | ---------------------------- | ---------------------------- |
| Bauzeitraum                                                                | 2018–2024                         | 02/2017–06/2020                   | 07/2020–02/2024                   | 07/2022–02/2024                   | 02/2017–06/2020                   | 07/2020–06/2022                   | 02/2017–06/2020                      | 07/2020–02/2024                      | 03/2017–02/2018                   | 07/2019–11/2020                   | 11/2020–10/2023                   | 12/2017–11/2020                   | 11/2020–10/2023              | 07/2018–11/2020              | 11/2020–10/2023              | 03/2021–01/2022              |
| Motortyp                                                                   | B48B16M0                          | B48B20                            | B48B20                            | B48B20                            | B48B20                            | B48B20                            | B58B30                               | B58B30                               | N63B44                            | N63B44                            | N63B44                            | S63B44T4                          | S63B44T4                     | S63B44T4                     | S63B44T4                     | S63B44T4                     |
| Motorart                                                                   | Ottomotor                         | Ottomotor                         | Ottomotor                         | Ottomotor                         | Ottomotor                         | Ottomotor                         | Ottomotor                            | Ottomotor                            | Ottomotor                         | Ottomotor                         | Ottomotor                         | Ottomotor                         | Ottomotor                    | Ottomotor                    | Ottomotor                    | Ottomotor                    |
| Motorbauart                                                                | R4                                | R4                                | R4                                | R4                                | R4                                | R4                                | R6                                   | R6                                   | V8                                | V8                                | V8                                | V8                                | V8                           | V8                           | V8                           | V8                           |
| Aufladung                                                                  | Abgasturbolader                   | Abgasturbolader                   | Abgasturbolader                   | Abgasturbolader                   | Abgasturbolader                   | Abgasturbolader                   | Abgasturbolader                      | Abgasturbolader                      | zwei Abgasturbolader              | zwei Abgasturbolader              | zwei Abgasturbolader              | zwei Abgasturbolader              | zwei Abgasturbolader         | zwei Abgasturbolader         | zwei Abgasturbolader         | zwei Abgasturbolader         |
| Gemischaufbereitung                                                        | Benzindirekteinspritzung          | Benzindirekteinspritzung          | Benzindirekteinspritzung          | Benzindirekteinspritzung          | Benzindirekteinspritzung          | Benzindirekteinspritzung          | Benzindirekteinspritzung             | Benzindirekteinspritzung             | Benzindirekteinspritzung          | Benzindirekteinspritzung          | Benzindirekteinspritzung          | Benzindirekteinspritzung          | Benzindirekteinspritzung     | Benzindirekteinspritzung     | Benzindirekteinspritzung     | Benzindirekteinspritzung     |
| Ventilsteuerung                                                            | DOHC                              | DOHC                              | DOHC                              | DOHC                              | DOHC                              | DOHC                              | DOHC                                 | DOHC                                 | DOHC                              | DOHC                              | DOHC                              | DOHC                              | DOHC                         | DOHC                         | DOHC                         | DOHC                         |
| Ventilhubverstellung                                                       | Valvetronic                       | Valvetronic                       | Valvetronic                       | Valvetronic                       | Valvetronic                       | Valvetronic                       | Valvetronic                          | Valvetronic                          | Valvetronic                       | Valvetronic                       | Valvetronic                       | Valvetronic                       | Valvetronic                  | Valvetronic                  | Valvetronic                  | Valvetronic                  |
| Hubraum                                                                    | 1597 cm³                          | 1998 cm³                          | 1998 cm³                          | 1998 cm³                          | 1998 cm³                          | 1998 cm³                          | 2998 cm³                             | 2998 cm³                             | 4395 cm³                          | 4395 cm³                          | 4395 cm³                          | 4395 cm³                          | 4395 cm³                     | 4395 cm³                     | 4395 cm³                     | 4395 cm³                     |
| max. Leistung                                                              | 125 kW (170 PS) bei 5000–6000/min | 135 kW (184 PS) bei 5000–6500/min | 135 kW (184 PS) bei 5000–6500/min | 180 kW (245 PS) bei 5000–6500/min | 185 kW (252 PS) bei 5200–6500/min | 185 kW (252 PS) bei 5200–6500/min | 250 kW (340 PS) bei 5500–6500/min    | 245 kW (333 PS) bei 5500–6250/min    | 340 kW (462 PS) bei 5500–6000/min | 390 kW (530 PS) bei 5500–6000/min | 390 kW (530 PS) bei 5500–6000/min | 441 kW (600 PS) bei 5600–6700/min | 441 kW (600 PS) bei 6000/min | 460 kW (625 PS) bei 6000/min | 460 kW (625 PS) bei 6000/min | 467 kW (635 PS) bei 6000/min |
| max. Drehmoment                                                            | 250 Nm bei 2000–4700/min          | 290 Nm bei 1350–4250/min          | 290 Nm bei 1350–4250/min          | 350 Nm bei 1560–4800/min          | 350 Nm bei 1450–4800/min          | 350 Nm bei 1450–4800/min          | 450 Nm bei 1380–5200/min             | 450 Nm bei 1600–4800/min             | 650 Nm bei 1800–4750/min          | 750 Nm bei 1800–4600/min          | 750 Nm bei 1800–4600/min          | 750 Nm bei 1800–5650/min          | 750 Nm bei 1800–5600/min     | 750 Nm bei 1800–5800/min     | 750 Nm bei 1800–5860/min     | 750 Nm bei 1800–5950/min     |
| Getriebe, serienmäßig                                                      | 8-Stufen-Automatikgetriebe        | 8-Stufen-Automatikgetriebe        | 8-Stufen-Automatikgetriebe        | 8-Stufen-Automatikgetriebe        | 8-Stufen-Automatikgetriebe        | 8-Stufen-Automatikgetriebe        | 8-Stufen-Automatikgetriebe           | 8-Stufen-Automatikgetriebe           | 8-Stufen-Automatikgetriebe        | 8-Stufen-Automatikgetriebe        | 8-Stufen-Automatikgetriebe        | 8-Stufen-Automatikgetriebe        | 8-Stufen-Automatikgetriebe   | 8-Stufen-Automatikgetriebe   | 8-Stufen-Automatikgetriebe   | 8-Stufen-Automatikgetriebe   |
| Getriebe, optional                                                         | —                                 | —                                 | —                                 | —                                 | —                                 | —                                 | —                                    | —                                    | —                                 | —                                 | —                                 | —                                 | —                            | —                            | —                            | —                            |
| Antrieb, serienmäßig                                                       | Hinterradantrieb                  | Hinterradantrieb                  | Hinterradantrieb                  | Hinterradantrieb                  | Hinterradantrieb                  | Hinterradantrieb                  | Hinterradantrieb / Allradantrieb (1) | Hinterradantrieb / Allradantrieb (1) | Allradantrieb                     | Allradantrieb                     | Allradantrieb                     | Allradantrieb                     | Allradantrieb                | Allradantrieb                | Allradantrieb                | Allradantrieb                |
| Antrieb, optional                                                          | —                                 | —                                 | —                                 | [Allradantrieb]                   | [Allradantrieb]                   | [Allradantrieb]                   | [Allradantrieb] (2)                  | [Allradantrieb] (2)                  | —                                 | —                                 | —                                 | —                                 | —                            | —                            | —                            | —                            |
| Lenkung, serienmäßig                                                       | Vorderradlenkung                  | Vorderradlenkung                  | Vorderradlenkung                  | Vorderradlenkung                  | Vorderradlenkung                  | Vorderradlenkung                  | Vorderradlenkung                     | Vorderradlenkung                     | Vorderradlenkung                  | Vorderradlenkung                  | Vorderradlenkung                  | Vorderradlenkung                  | Vorderradlenkung             | Vorderradlenkung             | Vorderradlenkung             | Vorderradlenkung             |
| Lenkung, optional                                                          | —                                 | Allradlenkung                     | Allradlenkung                     | Allradlenkung                     | Allradlenkung                     | Allradlenkung                     | Allradlenkung                        | Allradlenkung                        | Allradlenkung                     | Allradlenkung                     | Allradlenkung                     | Allradlenkung                     | Allradlenkung                | Allradlenkung                | Allradlenkung                | Allradlenkung                |
| Beschleunigung, 0–100 km/h in s, Limousine                                 | 8,3                               | 7,8                               | 7,9                               | 6,5 [6,4]                         | 6,2 [6,0]                         | 6,4 [6,3]                         | 5,1 [4,8]                            | 5,2 [4,9]                            | 4,0                               | 3,8                               | 3,8                               | 3,4                               | 3,4                          | 3,3                          | 3,3                          | 3,0                          |
| Beschleunigung, 0–100 km/h in s, Touring                                   | —                                 | 8,2                               | 8,3                               | 6,8 [6,7]                         | 6,5 [6,3]                         | 6,7 [6,6]                         | 5,1                                  | 5,2                                  | —                                 | —                                 | —                                 | —                                 | —                            | —                            | —                            | —                            |
| Höchstgeschwindigkeit in km/h, Limousine                                   | 226                               | 235                               | 235                               | 250 (3)                           | 250 (3)                           | 250 (3)                           | 250 (3)                              | 250 (3)                              | 250 (3)                           | 250 (3)                           | 250 (3)                           | 250 (3) 305 (4)                   | 250 (3) 305 (4)              | 250 (3) 305 (4)              | 250 (3) 305 (4)              | 305                          |
| Höchstgeschwindigkeit in km/h, Touring                                     | —                                 | 225                               | 225                               | 250 (3)                           | 250 (3)                           | 250 (3)                           | 250 (3)                              | 250 (3)                              | —                                 | —                                 | —                                 | —                                 | —                            | —                            | —                            | —                            |
| Kraftstoffverbrauch nach EWG-Richtlinie, kombiniert in l/100 km, Limousine | 7,1                               | 5,4–5,9                           | 5,3–5,5                           | 6,3–7,2 [6,8–7,7]                 | 5,5–5,9 [6,0–6,4]                 | 5,3–5,5 [5,9–6,1]                 | 6,5–6,9 [6,9–7,4]                    | 6,3–6,5 [6,6–6,8]                    | 8,9–9,1                           | 9,7–10,0                          | 10,4–10,7                         | 10,7–10,8                         | 11,3                         | 10,7–10,8                    | 11,3                         | 11,3                         |
| Kraftstoffverbrauch nach EWG-Richtlinie, kombiniert in l/100 km, Touring   | —                                 | 5,8–6,2                           | 5,5–5,7                           | 6,7–7,6 [7,3–8,1]                 | 5,8–6,3 [6,5–7,0]                 | 5,6–5,8 [6,2–6,4]                 | 7,3–7,7                              | 7,0–7,1                              | —                                 | —                                 | —                                 | —                                 | —                            | —                            | —                            | —                            |
| CO2-Emission, kombiniert in g/km, Limousine                                | 162                               | 124–134                           | 120–125                           | 143–163 [153–173]                 | 126–136 [137–147]                 | 121–126 [135–140]                 | 149–159 [159–169]                    | 144–149 [152–156]                    | 204–209                           | 221–229                           | 238–243                           | 243–246                           | 259                          | 243–246                      | 259                          | 258                          |
| CO2-Emission, kombiniert in g/km, Touring                                  | —                                 | 132–141                           | 126–131                           | 152–171 [165–183]                 | 133–143 [149–159]                 | 127–133 [142–147]                 | 167–177                              | 159–164                              | —                                 | —                                 | —                                 | —                                 | —                            | —                            | —                            | —                            |
| Abgasnorm nach EU-Klassifikation                                           |                                   | Euro 6 (5)                        | Euro 6d                           | Euro 6d                           | Euro 6 (5)                        | Euro 6d                           | Euro 6 (5)                           | Euro 6d                              | Euro 6                            | Euro 6d-TEMP                      | Euro 6d                           | Euro 6 (5)                        | Euro 6d                      | Euro 6d-TEMP                 | Euro 6d                      | Euro 6d                      |

Werte in eckigen Klammern [ ] gelten für Fahrzeuge mit optionalem Antrieb.

### Hybrid

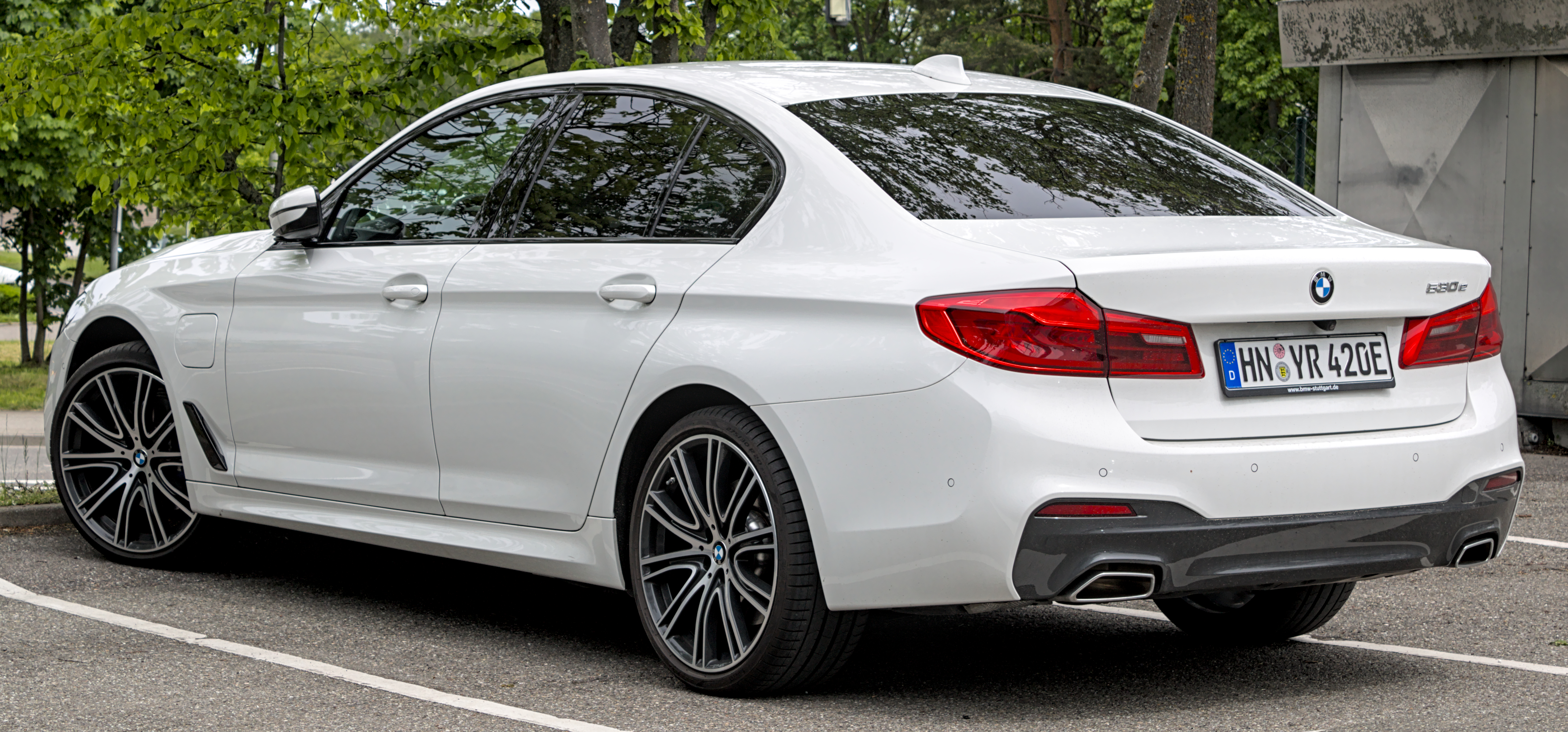
G30 530e

|                                                                            | 520e                              | 530e iPerformance                 | 530e / 530e xDrive                | 530e / 530e xDrive                | 545e xDrive                       |
| -------------------------------------------------------------------------- | --------------------------------- | --------------------------------- | --------------------------------- | --------------------------------- | --------------------------------- |
| Bauzeit                                                                    | 03/2021–05/2022                   | 03/2017–06/2019                   | 07/2019–06/2020                   | 07/2020–02/2024                   | 11/2020–10/2023                   |
| Motortyp                                                                   | B48B20                            | B48B20                            | B48B20                            | B48B20                            | B58B30                            |
| Motorart                                                                   | Ottomotor + Elektromotor          | Ottomotor + Elektromotor          | Ottomotor + Elektromotor          | Ottomotor + Elektromotor          | Ottomotor + Elektromotor          |
| Motorbauart                                                                | R4                                | R4                                | R4                                | R4                                | R6                                |
| Motoraufladung                                                             | Abgasturbolader                   | Abgasturbolader                   | Abgasturbolader                   | Abgasturbolader                   | Abgasturbolader                   |
| Gemischaufbereitung                                                        | Benzindirekteinspritzung          | Benzindirekteinspritzung          | Benzindirekteinspritzung          | Benzindirekteinspritzung          | Benzindirekteinspritzung          |
| Ventilsteuerung                                                            | DOHC                              | DOHC                              | DOHC                              | DOHC                              | DOHC                              |
| Ventilhubverstellung                                                       | Valvetronic                       | Valvetronic                       | Valvetronic                       | Valvetronic                       | Valvetronic                       |
| Hubraum                                                                    | 1998 cm³                          | 1998 cm³                          | 1998 cm³                          | 1998 cm³                          | 2998 cm³                          |
| Systemleistung                                                             | 150 kW (204 PS)                   | 185 kW (252 PS)                   | 185 kW (252 PS)                   | 215 kW (292 PS)                   | 290 kW (394 PS)                   |
| max. Drehmoment                                                            | 350 Nm                            | 420 Nm                            | 420 Nm                            | 420 Nm                            | 600 Nm                            |
| Verbrennungsmotorleistung                                                  | 120 kW (163 PS) bei 5000–6500/min | 135 kW (184 PS) bei 5000–6500/min | 135 kW (184 PS) bei 5000–6500/min | 135 kW (184 PS) bei 5000–6500/min | 210 kW (286 PS) bei 5000–6000/min |
| Verbrennungsmotordrehmoment                                                | 300 Nm bei 1350–3700/min          | 290 Nm bei 1350–4250/min          | 290 Nm bei 1350–4250/min          | 300 Nm bei 1350–4000/min          | 450 Nm bei 1500–3500/min          |
| E-Motor-Leistung                                                           | 80 kW (109 PS) bei 3140/min       | 83 kW (113 PS) bei 3170/min       | 83 kW (113 PS) bei 3170/min       | 80 kW (109 PS) bei 3140/min       | 80 kW (109 PS) bei 3140/min       |
| E-Motor-Drehmoment                                                         | 265 Nm bei 100–2500/min           | 250 Nm bei 0–3170/min             | 250 Nm bei 0–3170/min             | 265 Nm bei 100–2500/min           | 265 Nm bei 100–2500/min           |
| Getriebe, serienmäßig                                                      | 8-Stufen-Automatikgetriebe        | 8-Stufen-Automatikgetriebe        | 8-Stufen-Automatikgetriebe        | 8-Stufen-Automatikgetriebe        | 8-Stufen-Automatikgetriebe        |
| Antrieb, serienmäßig                                                       | Hinterradantrieb                  | Hinterradantrieb                  | Hinterradantrieb                  | Hinterradantrieb                  | Allradantrieb                     |
| Antrieb, optional                                                          | —                                 | —                                 | [Allradantrieb]                   | [Allradantrieb]                   | —                                 |
| Lenkung                                                                    | Vorderradlenkung                  | Vorderradlenkung                  | Vorderradlenkung                  | Vorderradlenkung                  | Vorderradlenkung                  |
| Beschleunigung, 0–100 km/h in s, Limousine                                 | 7,9                               | 6,2                               | 6,1 [6,2]                         | 5,9                               | 4,6                               |
| Beschleunigung, 0–100 km/h in s, Touring                                   | 8,2                               | —                                 | —                                 | 6,1                               | —                                 |
| Höchstgeschwindigkeit in km/h, Limousine                                   | 225 140 (1)                       | 235 140 (1)                       | 235 140 (1)                       | 235 [230] 140 (1)                 | 250 140 (1)                       |
| Höchstgeschwindigkeit in km/h, Touring                                     | 218 140 (1)                       | —                                 | —                                 | 225 140 (1)                       | —                                 |
| elektr. Reichweite in km, Limousine                                        | 53–61                             | 45                                | 61–66 [55–58]                     | 62–67 [56–58]                     | 54–57                             |
| elektr. Reichweite in km, Touring                                          | 52–57                             | —                                 | —                                 | 52–57 [48–53]                     | —                                 |
| Kraftstoffverbrauch nach EWG-Richtlinie, kombiniert in l/100 km, Limousine | 1,7–1,9                           | 1,9–2,1                           | 1,6–1,8 [2,0–2,1]                 | 1,7–1,8 [2,0–2,1]                 | 2,2–2,3                           |
| Kraftstoffverbrauch nach EWG-Richtlinie, kombiniert in l/100 km, Touring   | 1,8–2,0                           | —                                 | —                                 | 1,8–2,0 [2,2–2,4]                 | —                                 |
| Stromverbrauch nach EWG-Richtlinie, kombiniert in kWh/100 km, Limousine    | 14,5–15,1                         | 13,1                              | 13,6–14,5 [15,0–15,4]             | 13,7–14,8 [15,9–16,4]             | 15,8–16,3                         |
| Stromverbrauch nach EWG-Richtlinie, kombiniert in kWh/100 km, Touring      | 15,0–15,6                         | —                                 | —                                 | 15,4–16,1 [16,1–16,7]             | —                                 |
| CO2-Emission, kombiniert in g/km, Limousine                                | 39–43                             | 44–49                             | 36–41 [46–49]                     | 39–42 [46–49]                     | 49–53                             |
| CO2-Emission, kombiniert in g/km, Touring                                  | 42–46                             | —                                 | —                                 | 42–46 [50–54]                     | —                                 |
| Abgasnorm nach EU-Klassifikation                                           | Euro 6d                           | Euro 6 (2)                        | Euro 6d-TEMP                      | Euro 6d                           | Euro 6d                           |

Werte in eckigen Klammern [ ] gelten für Fahrzeuge mit optionalem Antrieb.

### Dieselmotoren
|                                                                            | 518d (1)                             | 520d Efficient Dynamics Edition      | 520d / 520d xDrive                                         | 520d / 520d xDrive                   | 525d                              | 530d / 530d xDrive             | 530d / 530d xDrive             | 540d xDrive                    | 540d xDrive                    | M550d xDrive                      |
| -------------------------------------------------------------------------- | ------------------------------------ | ------------------------------------ | ---------------------------------------------------------- | ------------------------------------ | --------------------------------- | ------------------------------ | ------------------------------ | ------------------------------ | ------------------------------ | --------------------------------- |
| Bauzeitraum                                                                | 07/2018–02/2024                      | 03/2017–03/2018                      | 02/2017–06/2020                                            | 07/2020–02/2024                      | 07/2017–06/2019                   | 02/2017–06/2020                | 07/2020–02/2024                | 07/2017–06/2020                | 07/2020–02/2024                | 07/2017–06/2020                   |
| Motortyp                                                                   | B47D20                               | B47D20                               | B47D20                                                     | B47D20                               | B47D20                            | B57D30M0                       | B57D30M0                       | B57D30                         | B57D30                         | B57D30C                           |
| Motorart                                                                   | Dieselmotor                          | Dieselmotor                          | Dieselmotor                                                | Dieselmotor                          | Dieselmotor                       | Dieselmotor                    | Dieselmotor                    | Dieselmotor                    | Dieselmotor                    | Dieselmotor                       |
| Motorbauart                                                                | R4                                   | R4                                   | R4                                                         | R4                                   | R4                                | R6                             | R6                             | R6                             | R6                             | R6                                |
| Motoraufladung                                                             | ein Variable-Turbinengeometrie-Lader | ein Variable-Turbinengeometrie-Lader | ein Variable-Turbinengeometrie-Lader                       | ein Variable-Turbinengeometrie-Lader | zwei VTG-Lader in Stufenaufladung | ein VTG-Lader                  | zwei VTG-Lader                 | zwei VTG-Lader                 | zwei VTG-Lader                 | drei VTG-Lader                    |
| Gemischaufbereitung                                                        | Common-Rail-Direkteinspritzung       | Common-Rail-Direkteinspritzung       | Common-Rail-Direkteinspritzung                             | Common-Rail-Direkteinspritzung       | Common-Rail-Direkteinspritzung    | Common-Rail-Direkteinspritzung | Common-Rail-Direkteinspritzung | Common-Rail-Direkteinspritzung | Common-Rail-Direkteinspritzung | Common-Rail-Direkteinspritzung    |
| Ventilsteuerung                                                            | DOHC                                 | DOHC                                 | DOHC                                                       | DOHC                                 | DOHC                              | DOHC                           | DOHC                           | DOHC                           | DOHC                           | DOHC                              |
| Hubraum                                                                    | 1995 cm³                             | 1995 cm³                             | 1995 cm³                                                   | 1995 cm³                             | 1995 cm³                          | 2993 cm³                       | 2993 cm³                       | 2993 cm³                       | 2993 cm³                       | 2993 cm³                          |
| max. Leistung                                                              | 110 kW (150 PS) bei 4000/min         | 140 kW (190 PS) bei 4000/min         | 140 kW (190 PS) bei 4000/min                               | 140 kW (190 PS) bei 4000/min         | 170 kW (231 PS) bei 4400/min      | 195 kW (265 PS) bei 4000/min   | 210 kW (286 PS) bei 4000/min   | 235 kW (320 PS) bei 4400/min   | 250 kW (340 PS) bei 4400/min   | 294 kW (400 PS) bei 4000–4400/min |
| max. Drehmoment                                                            | 350 Nm bei 1750–2500/min             | 400 Nm bei 1750–2500/min             | 400 Nm bei 1750–2500/min                                   | 400 Nm bei 1750–2500/min             | 500 Nm bei 2000/min               | 620 Nm bei 2000–2500/min       | 650 Nm bei 1500–2500/min       | 680 Nm bei 1750–2250/min       | 700 Nm bei 1750–2250/min       | 760 Nm bei 2000–3000/min          |
| Getriebe, serienmäßig                                                      | 8-Stufen-Automatikgetriebe           | 8-Stufen-Automatikgetriebe           | 6-Gang-Schaltgetriebe (2) / 8-Stufen-Automatikgetriebe (3) | 8-Stufen-Automatikgetriebe           | 8-Stufen-Automatikgetriebe        | 8-Stufen-Automatikgetriebe     | 8-Stufen-Automatikgetriebe     | 8-Stufen-Automatikgetriebe     | 8-Stufen-Automatikgetriebe     | 8-Stufen-Automatikgetriebe        |
| Getriebe, optional                                                         | —                                    | —                                    | (8-Stufen-Automatikgetriebe) [—] (2)                       | —                                    | —                                 | —                              | —                              | —                              | —                              | —                                 |
| Antrieb, serienmäßig                                                       | Hinterradantrieb                     | Hinterradantrieb                     | Hinterradantrieb                                           | Hinterradantrieb                     | Hinterradantrieb                  | Hinterradantrieb               | Hinterradantrieb               | Allradantrieb                  | Allradantrieb                  | Allradantrieb                     |
| Antrieb, optional                                                          | —                                    | —                                    | [Allradantrieb]                                            | [Allradantrieb]                      | —                                 | [Allradantrieb]                | [Allradantrieb]                | —                              | —                              | —                                 |
| Lenkung, serienmäßig                                                       | Vorderradlenkung                     | Vorderradlenkung                     | Vorderradlenkung                                           | Vorderradlenkung                     | Vorderradlenkung                  | Vorderradlenkung               | Vorderradlenkung               | Vorderradlenkung               | Vorderradlenkung               | Allradlenkung                     |
| Lenkung, optional                                                          | Allradlenkung                        | Allradlenkung                        | Allradlenkung                                              | Allradlenkung                        | Allradlenkung                     | Allradlenkung                  | Allradlenkung                  | Allradlenkung                  | Allradlenkung                  | —                                 |
| Beschleunigung, 0–100 km/h in s, Limousine                                 | 8,8                                  | 7,5                                  | 7,7 (7,5) [7,6]                                            | 7,2 [7,2]                            | 6,6                               | 5,7 [5,4]                      | 5,6 [5,4]                      | 4,7                            | 4,6                            | 4,4                               |
| Beschleunigung, 0–100 km/h in s, Touring                                   | 9,3                                  | —                                    | 8,0 (7,8) [7,9]                                            | 7,6 [7,6]                            | 6,8                               | 5,8 [5,6]                      | 5,7 [5,6]                      | 4,9                            | 4,8                            | 4,6                               |
| Höchstgeschwindigkeit in km/h, Limousine                                   | 220                                  | 237                                  | 238 (235) [232]                                            | 235 [232]                            | 250 (4)                           | 250 (4)                        | 250 (4)                        | 250 (4)                        | 250 (4)                        | 250 (4)                           |
| Höchstgeschwindigkeit in km/h, Touring                                     | 212                                  | —                                    | 230 (225) [222]                                            | 225 [222]                            | 245                               | 250 (4)                        | 250 (4)                        | 250 (4)                        | 250 (4)                        | 250 (4)                           |
| Kraftstoffverbrauch nach EWG-Richtlinie, kombiniert in l/100 km, Limousine | 4,4–4,6                              | 3,9–4,3                              | 4,2–4,5 (4,1–4,5) [4,5–4,9]                                | 4,1–4,3 [4,3–4,5]                    | 4,4–4,8                           | 4,5–4,9 [5,0–5,4]              | 4,5–4,6 [4,8–5,0]              | 5,2–5,6                        | 5,0–5,1                        | 5,9–6,1                           |
| Kraftstoffverbrauch nach EWG-Richtlinie, kombiniert in l/100 km, Touring   | 4,7–4,9                              | —                                    | 4,5–4,9 (4,3–4,7) [4,9–5,3]                                | 4,3–4,5 [4,6–4,7]                    | 4,7–5,1                           | 4,7–5,1 [5,3–5,7]              | 4,7–4,9 [5,1–5,2]              | 5,5–5,9                        | 5,3–5,4                        | 6,4–6,7                           |
| CO2-Emission, kombiniert in g/km, Limousine                                | 116–122                              | 102–114                              | 109–119 (108–118) [119–129]                                | 108–112 [114–118]                    | 116–126                           | 118–128 [132–142]              | 118–122 [125–131]              | 138–147                        | 131–135                        | 154–159                           |
| CO2-Emission, kombiniert in g/km, Touring                                  | 123–129                              | —                                    | 119–129 (114–124) [129–139]                                | 113–119 [120–124]                    | 124–134                           | 124–134 [139–149]              | 123–128 [133–137]              | 145–154                        | 138–142                        | 168–176                           |
| Abgasnorm nach EU-Klassifikation                                           | Euro 6d-TEMP                         | Euro 6                               | Euro 6 (5)                                                 | Euro 6d                              | Euro 6                            | Euro 6 (5)                     | Euro 6d                        | Euro 6 (5)                     | Euro 6d                        | Euro 6 (5)                        |

Werte in eckigen Klammern [ ] gelten für Fahrzeuge mit optionalem Antrieb.

Werte in runden Klammern ( ) gelten für Fahrzeuge mit optionalem Getriebe.